# Christoph Rothmann

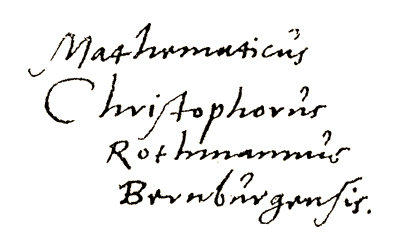
Unterschrift Christoph Rothmanns

Christoph Rothmann (auch Christophorus Rothmannus, * um 1555 in Bernburg; † 1601 ebenda) war ein deutscher Mathematiker und einer der wenigen bekannten Astronomen seiner Zeit, geriet aber im Lauf des 17. Jahrhunderts in Vergessenheit. Seine Forschungen trugen wesentlich dazu bei, dass Kassel im 16. Jahrhundert zu einem europäischen Zentrum der Astronomie wurde.

## Leben
Bis heute ist nicht bekannt, wann Rothmann geboren wurde, wohl jedoch sein Geburtsort Bernburg an der Saale. Man schätzt, dass er um 1555 geboren wurde. Ebenso unbekannt sind seine soziale und familiäre Herkunft. Nach heimischer Schulbildung studierte er mit Unterstützung des Fürsten Joachim Ernst von Anhalt an der Universität Wittenberg Theologie und Mathematik. Dabei wurde Rothmanns Begeisterung für die Astronomie ausgeprägt, wie er später in einem Brief an Tycho Brahe bekannte. Belegt ist das genaue Datum seiner Immatrikulation an der Universität Wittenberg am 1. August 1575 als Christophorus Rothmannus Bernburgensis. In Wittenberg dürfte er die Vorlesungen an der philosophischen Fakultät besucht haben. Logik unterrichtete damals Albert Lemeier, die niedere Mathematik Andreas Schato und die höhere Mathematik Valentinus Otho, welche ihn maßgeblich geprägt haben dürften. Unter dem Dekanat von Nicolaus Thodenus, erwarb er sich am 7. März 1581 den akademischen Grad eines Magisters der philosophischen Wissenschaften.
Am 2. Juni 1582 schrieb sich Rothmann als „M. Christophorus Rothmannus Bernburgensis“ an dem am 30. Januar 1582 eröffneten Gymnasium Illustre in Zerbst in Anhalt ein. Er folgte damit seinem Bruder, der sich in Zerbst bereits einige Tage zuvor, am 14. Mai 1582 eingeschrieben hatte. Beide Brüder werden in der Zerbster Matrikel als fürstliche Stipendiaten (vermutlich des Fürsten Joachim Ernst von Anhalt) geführt.
Von 1584 bis 1590 war Christoph Rothmann an der Sternwarte des für Astronomie begeisterten Landgrafen Wilhelm IV. von Hessen-Kassel tätig. Das genaue Datum seines Eintritts in den Dienst des Landgrafen ist nicht bekannt, lässt sich jedoch aufgrund bekannter Briefwechsel gut nachvollziehen. Demnach muss Rothmann genau am 15. November 1584 in Kassel angekommen sein. Seine Forschungen trugen wesentlich dazu bei, dass Kassel zu einem Zentrum der Himmelsforschung wurde.
Im Mai 1590 begann Rothmann eine Reise nach Uraniborg zu Tycho Brahe, der ihn in Kopenhagen empfing. Sie trafen am 1. August 1590 auf der Insel Hven ein, wo Rothmann bis zum 1. September 1590 blieb und sie dann wieder verließ. Unter Bruch aller Verpflichtungen und Gewohnheiten kehrte Rothmann aber nicht mehr nach Kassel zurück, sondern begab sich in seine Heimatstadt Bernburg. Dies beendete nicht nur seine Anstellung am Kasseler Hof, sondern bedeutete auch ein abruptes Ende seiner berühmten Arbeit am Kasseler Sternkatalog. Die Gründe sind nicht bekannt, obwohl ein umfangreicher Briefwechsel zwischen Tycho Brahe und dem Landgrafen einerseits, und nach vierjährigem Schweigen Rothmanns an Tycho andererseits vorliegt. In einem 21-seitigen Brief an Rothmann versuchte Tycho, den ehemaligen Kasseler Astronomen zu einer Rückkehr zu bewegen, allerdings erfolglos. Offensichtlich erst im Jahr 1597 bot Rothmann seine Dienste dem neuen Landgrafen Moritz, Sohn von Wilhelm IV., zur Beendigung der Arbeiten am Sternkatalog an. Moritz’ Antwort ist nicht bekannt, jedoch lehnte dieser wohl aus verständlichen Gründen ab.
Christoph Rothmann lebte bis zu seinem Tod im Sommer 1601 in Bernburg und verfasste dort noch einige unbekanntere theologische Schriften, die ohne Bedeutung blieben.
Christoph Rothmann hatte zumindest zwei Brüder. Zum einen Johannes, der sich mehrfach, unter anderem im Januar 1586 und 1587 für eine gewisse Zeit in Kassel aufgehalten hatte und an Beobachtungen teilnahm. Johannes Rothmann hatte wie sein Bruder seit 1578 in Wittenberg studiert. Zum anderen Barthold, der ebenfalls mindestens einmal in Kassel anwesend war und seinen Bruder vor dessen Tod gepflegt hat.

## Der Kasseler Sternkatalog
Landgraf Wilhelm IV. war von Anfang an bestrebt, astronomischen Himmelsbeobachtungen eine sichere empirische Grundlage zu geben. Dabei richtete sich sein Hauptinteresse auf die genaue Positionsbestimmung der Fixsterne und ihrer gegenseitigen Abstände. Sie waren das Fundament der damaligen (und heutigen) Astronomie und speziell als Bezugspunkte für die Messung der Planetenbewegung.
Christoph Rothmann hat den Kasseler Sternkatalog, eine Liste von 387 Sternörtern, zwischen 1585 und 1587 fast allein berechnet und ausgeführt, allerdings unter fachlichem Beistand des Landgrafen. Dabei arbeitete er nicht mit Instrumenten riesiger Dimensionen wie Tycho Brahe, sondern verwendete mittelgroße Metallinstrumente mit präziser Visiereinrichtung, beispielsweise den Azimutalquadranten oder einen Sextanten. Rothmann konnte durch die handliche Größe der Instrumente relativ genauere Zielungen erreichen, als das mit größeren Instrumenten damals möglich gewesen wäre. Zudem legte er großes Augenmerk auf genau gehende Uhren, die der ebenfalls im Dienste des Landgrafen stehende Jost Bürgi in Kassel konstruierte. Außerdem berücksichtigte Rothmann die astronomische Refraktion und beobachtete jeden Fixstern mehrfach (siehe Rothmanns Schrift: Observatorium stellarum liber primus). So erreichte er eine Genauigkeit von etwa 1,5' (1/20 Monddurchmesser), zehnmal besser als bei den bis dahin verwendeten Angaben bei Claudius Ptolemäus und praktisch genau so gut wie die Messungen von Tycho.
Wilhelm IV. ließ sich täglich von Rothmann berichten, der ein überzeugter Anhänger von Nikolaus Kopernikus und seinem heliozentrischen Weltbild war.

## Bedeutung
Im 16. Jahrhundert hatten sich in Europa zwei Forschergruppen mit der Aufstellung neuer, genauerer Sternkataloge hervorgetan. Auf der einen Seite der bekannte Däne Tycho Brahe, der die berühmte Sternwarte Uranienburg auf der Insel Ven errichtet hatte, und eine Beobachtungsgruppe in Kassel am Hof des Landgrafen. Hier arbeiteten Rothmann und Jost Bürgi, ein schweizerischer Mathematiker und Uhrmacher. Die beiden Arbeitsgruppen pflegten einen regen wissenschaftlichen Austausch, wie ein umfangreicher Briefwechsel zwischen Kassel und Ven belegt, und eine vorbehaltlose Anerkennung der Leistungen des anderen. Die Sternbeobachtungen dieser beiden Gruppen waren die genauesten, die bis dahin mit ausschließlicher Verwendung des Visierprinzips über Kimme und Korn erreicht worden waren, bis schließlich 1610 die Erfindung des Fernrohrs die Astronomie von Grund auf revolutionierte.
Dabei bekannt wurde ein später oft zitierter Brief zwischen Rothmann und Brahe, der das ganze Dilemma der Physik der damaligen Zeit aufzeigte. Brahe, der dem heliozentrischen Weltbild des Nikolaus Kopernikus misstraute, erhob in einem Brief an Rothmann folgenden Einwand gegen die Erdbewegung: „Wenn sich die Erde tatsächlich von West nach Ost dreht, dann muss eine Kanonenkugel, die in Richtung der Erddrehung geschossen wird, viel weiter fliegen als ein in entgegengesetzter Richtung abgefeuertes Geschoss.“ Rothmann antwortete, dass sowohl Geschoss als auch Kanone an der Erdbewegung teilnähmen und damit sein Einwand hinfällig sei. Dies widersprach aber der damals in Europa geltenden aristotelischen Bewegungsauffassung. Der damals so grundlegende Widerspruch konnte erst in der Mitte des 17. Jahrhunderts mit der Entdeckung der Schwerkraft beseitigt werden.
Im Unterschied zu seinen prominenten astronomischen Kollegen geriet Rothmann aber im 17. Jahrhundert in Vergessenheit.
Nach Christoph Rothmann wurde der Mondkrater Rothmann (42 km Durchmesser) benannt.

## Schriften
- Astronomia: In qua hypotheses Ptolemaicae ex hypothesibus Copernici corriguntur et supplentur: et imprimis intellectus et usus tabularum Prutenicarum declaratur et demonstratur, Manuskripte von 1580 (in der Universitätsbibliothek Kassel)
- Observatorium stellarum liber primus, Kassel 1589 (Handbuch der Astronomie, ein Kompendium der theoretischen und praktischen Astronomie)
- Restitutio Sacramentorum, Goslar 1611 (posthum herausgegebene theologische Schrift)
- Scriptum de cometa, qui anni Christi 1585 mensib(us) Octobri et Novembri apparuit. Herausgegeben von Willebrord Snellius in: Descriptio cometae, qui anno 1618 mense Novembri primum effulsit[16] (Seite 69–156), Verlag Elzevir, Leiden 1619